# 三又村
三又村（みつまたむら）は、福岡県三潴郡にあった村。現在の大川市の一部。

## 地理
筑後川下流の左岸に位置していた。
- 島：道海島（筑後川中州）[1]

## 歴史
- 1889年（明治22年）4月1日 - 町村制の施行により、三潴郡中古賀村、鐘ケ江村（字溝越の内を除く）、道海島村、下林村、酒見村（一部、字袋野）、下青木村（一部、字沖田・佐ノ口・北境・南境・青木分・六反田・吉竹・知字）、西青木村（一部、字沖田）、諸富村が合併して村制施行し、三又村が発足[1][2]。
- 1912年（大正元年）- 鐘ケ江郵便局開設[1]
- 1922年（大正11年）- 三又青木村漁業組合設立[1]
- 1954年（昭和29年）4月1日 - 三潴郡大川町、田口村、川口村、木室村、大野島村と合併して大川市を新設して廃止[1][2]。

## 交通

### 鉄道
- 1912年（大正元年）- 大川鉄道（西鉄大川線）若津 - 繩手間開通[1]
- 1951年（昭和26年）- 上記廃止[1]